# Marco Navas
Marco Antonio Navas González (Los Palacios y Villafranca, 1982. szeptember 21. –) spanyol labdarúgó. A testvére, Jesús szintén labdarúgó.

## Pályafutása
Testvérével az UD Los Palacios csapatában kezdtek nevelkedni, majd csatlakoztak a Sevilla utánpótlásához. 2003-04-es szezonban debütált a felnőtt keretben 2004. február 21-én a Real Sociedad ellen, majd még két alkalommal pályára léphetett az első csapatban bajnoki mérkőzésen. Elsősorban a Sevilla Atléticóban szerepelt.
2005-06-os szezonban a Poli Ejido csapatánál töltötte kölcsönben, ahol 30 bajnoki mérkőzésen szerzett 1 gólt. Következő szezontól a Xerez játékosa lett. A 2008-09-es szezont kölcsönben az Albacete klubjánál töltötte. Egy év után a harmadligás CD Guadalajara csapatába igazolt. Egy év után távozott és a következő három évben három klubban szerepelt. A Huesca, a Leganés és a Recreativo csapatánál.
2013. augusztus 16-án aláírt az angol Bury FC csapatához az angol negyedosztályba. Testvérével így ismét egy városban szerepeltek, mivel Jesús a Manchester City csapatába igazolt a nyáron. 2015-ben a CD Cabecense csapatától vonult vissza.

## Magánélete
Navas öccse, Jesús szintén labdarúgó középpályás. Ő is szerepelt a Sevilla csapatában és tagja volt a 2010-es világbajnok és a 2012-es Európa-bajnok spanyol labdarúgó-válogatottnak.